# Limba alsaciană

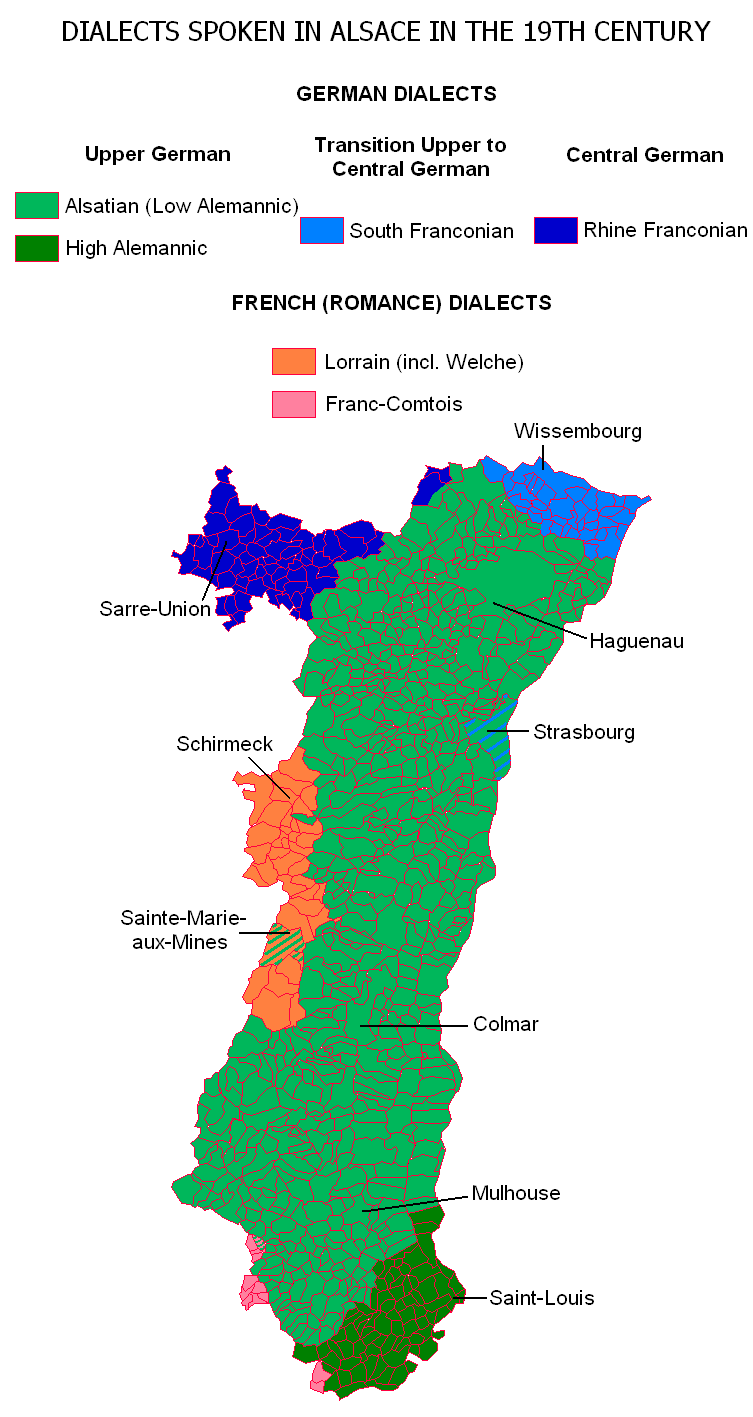
Dialectele vorbite în Alsacia